# 小暮藤三郎

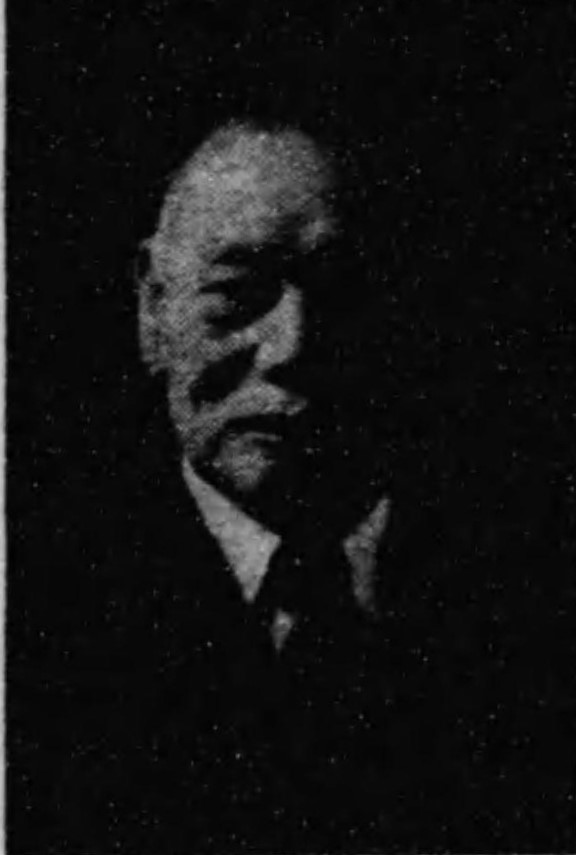
小暮藤三郎

小暮 藤三郎（こぐれ とうざぶろう / とうさぶろう、1880年（明治13年）2月15日 ‐ 1965年（昭和40年）2月1日） は、明治末から昭和期の実業家、政治家。衆議院議員、横須賀市会議長。旧姓・太田。

## 経歴
埼玉県児玉郡、のちの神川村（現神川町）で、小暮丑太郎の三男として生まれた。1899年（明治32年）小学校本科正教員検定試験に合格し、丹荘村小学校訓導として5年間在任した。一時、太田シヲリの女婿となり太田姓となるが、後に小暮姓に復した。
1909年（明治42年）横須賀に移り、1912年、横須賀海軍工廠へ物資を納入する合資会社大和組を設立し代表社員に就任。また、日本クレー合資会社無限責任社員も務めた。
1924年（大正13年）横須賀市消防組頭に就任。1927年（昭和2年）神奈川県消防協会副会長に就任し、大日本消防協会（現日本消防協会）の第1回理事、常議員、代議員となる。1948年（昭和23年）日本消防協会の設立に伴い顧問、特別会員を務めた。
政界では1925年（大正14年）横須賀市会議員に選出され4期在任し、同参事会員、同副議長、同議長を務めた。また、1932年（昭和7年）から神奈川県会議員を務め3期在任し、同参事会員も務めた。
1946年（昭和21年）4月の第22回衆議院議員総選挙に神奈川県全県区から日本自由党公認で立候補して落選。1947年（昭和22年）4月の第23回総選挙に神奈川県第2区から出馬して当選し、民主自由党に所属して衆議院議員に1期在任した。その後、第24回総選挙、1950年（昭和25年）6月の第2回参議院議員通常選挙（神奈川県地方区）に立候補したがいずれも落選した。